# سيدني إتش جريفيث
سيدني إتش جريفيث (بالإنجليزية: Sidney H. Griffith)‏ (من مواليد 1938) هو أستاذ الدراسات المسيحية المبكرة في الجامعة الكاثوليكية الأمريكية .  مجالات اهتمامه الرئيسية هي المسيحية العربية، والرهبانية السريانية، والمواجهات المسيحية الإسلامية في القرون الوسطى والحوار المسكوني والحوار بين الأديان. 

## المسار المهني
بدأ غريفيث مسيرته المهنية عندما رُسم كاهناً كاثوليكياً في عام 1965. وتابع دراساته وحصل على درجة الليسانس في اللاهوت في عام 1967. في عام 1977 ، حاز درجة الدكتوراه من نفس الجامعة. كان موضوع الرسالة السريانية والعربية في العصور الوسطى. تولى على الفور مهام التدريس، وفي عام 1984 رقي إلى مدير برنامج الدراسات العليا في الجامعة في الدراسات المسيحية المبكرة. خلال مسيرته المهنية، كان أستاذا زائرا أو زميلا في، على سبيل المثال لا الحصر، معهد الدراسات المتقدمة في الجامعة العبرية في القدس وجامعة جورج تاون . علاوة على ذلك، كان رئيسًا لثلاث جمعيات مهنية منفصلة في مجاله. وقد نشر بكثافة عن المسيحية السريانية والعرب المسيحيين.  
مجالات اهتمامه الرئيسية هي المسيحية العربية، والرهبانية السريانية، والمواجهات المسيحية الإسلامية في القرون الوسطى والحوار المسكوني والحوار بين الأديان.  وهو عضو في المجلس الاستشاري لمجلة Collectanea Christiana Orientalia ،  ويقدم محاضرات للضيوف في مؤسسات مرموقة.  

## جوائز
في عام 2009 ، تم منح جريفيث جائزة رومي للسلام عن جهوده في الحوار بين الأديان .  وفي نفس العام، حصل كتاب "الكنيسة في ظل المسجد: مسلمين ومسيحيين في عالم الإسلام" على جائزة ألبرت سي. أوتلير لأفضل كتاب في تاريخ الكنيسة المسكونية من قبل الجمعية الأمريكية لتاريخ الكنيسة.   وقد انتشر الكتاب ولاقى استحسانا على نطاق واسع. 

## روابط خارجية والمزيد من القراءة
- ببليوغرافيا في الجامعة الكاثوليكية الأمريكية
- Griffith، Sidney H.، The Bible in Arabic: The Bible of the 'People of the Book' in the Islam of Islam (ردمك 9780691150826)